# アンドレア・ガルディーニ
アンドレア・ガルディーニ（Andrea Gardini, 1965年10月1日 - ）は、イタリアの男子バレーボール選手。バニャカヴァッロ出身。ポジションはミドルブロッカー。元イタリア代表。

## 来歴
1986年、20歳でナショナルチーム代表に選出され、同年3月18日、アオスタで行われたアルゼンチン戦で代表デビューを飾る。代表を退いた2000年まで14年間に渡り、イタリア代表のミドルブロッカーとして数々の国際試合に出場。その総出場数は418試合に上り、アンドレア・ジャーニに次いで、歴代2位に当たる。
オリンピックには4大会連続出場し、1996年アトランタオリンピックの銀メダル、2000年シドニーオリンピックの銅メダル獲得の他、世界選手権3連覇、ワールドリーグで6度優勝、欧州選手権で4度優勝するなど、1990年代のイタリアバレー全盛期を支えた中心選手として活躍した。また、セリエAの所属クラブにおいても、スクデットを7度も獲得した。
その功績が称えられ、2007年10月11日、マサチューセッツ州のバレーボール殿堂で表彰された。
アメリカ代表が編み出したリード・ブロックシステムをガルディーニが完成させたとも言われる。
2008年北京オリンピックには、イタリア男子ナショナルチームのアシスタントコーチとして参加した。

## 球歴
ナショナルチーム代表歴
- オリンピック - 1988年（9位）、1992年（5位）、1996年（銀メダル）、2000年（銅メダル）
- 世界選手権 - 1990年、1994年、1998年（金メダル）
- ワールドカップ - 1995年（金メダル）
- ワールドリーグ - 1990年、1991年、1992年、1994年、1997年、2000年（優勝）
- 欧州選手権 - 1989年、1993年、1995年、1999年（優勝）

クラブチーム優勝歴
- セリエA1 - 1991年、1994年、1996年、1998年、1999年、2000年、2002年
- コッパ・イタリア - 1991年
- イタリア・スーパーカップ - 1998年、2000年、2001年、2004年
- CEVカップ - 1998年、2000年
- トップチームズカップ - 1987年、1994年
- 欧州チャンピオンズリーグ - 1992年、1993年、1995年、1999年

## 所属クラブ
- ポルト・ラヴェンナ・バレー （1982-1983年）
- パッラヴォーロ・トリノ （1984-1986年）
- ジネッラ・バレー・ボローニャ （1986-1988年）
- シスレー・トレヴィーゾ （1988-1990年）
- ポルト・ラヴェンナ・バレー （1990-1993年）
- シスレー・トレヴィーゾ （1993-1999年）
- ローマ・バレー （1999-2001年）
- パッラヴォーロ・モデナ （2001-2003年）
- パッラヴォーロ・ピアチェンツァ （2003-2004年）